# Balzsamkörte
A balzsamkörte (Momordica charantia) a kabakosok családjába tartozik, amelybe a sütő- és főzőtökök, a dinnyék és az uborka is. További nevei: balzsamuborka, keserűdinnye, balzsamalma és karéla.
Termése úgy néz ki, mint egy kis, rücskös felületű uborka. A növény Ázsia, Afrika, Dél-Amerika és a Karib-tenger trópusi övezeteiben terem, más éghajlati viszonyok között, Magyarországon évelő növényként lehet termeszteni.

## Leírás

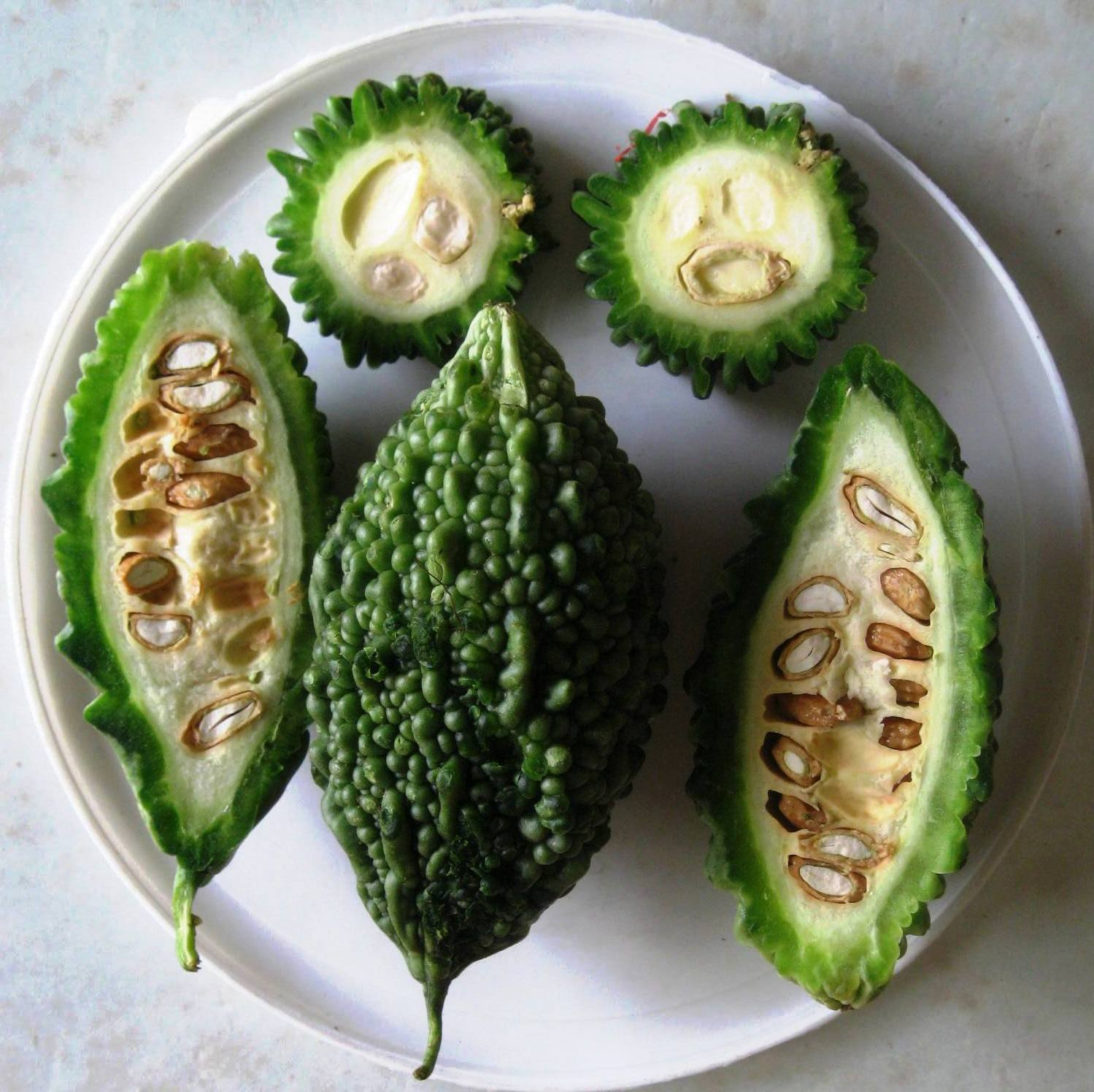
Az egész termés mellett látszik két hossz- és két keresztmetszete is

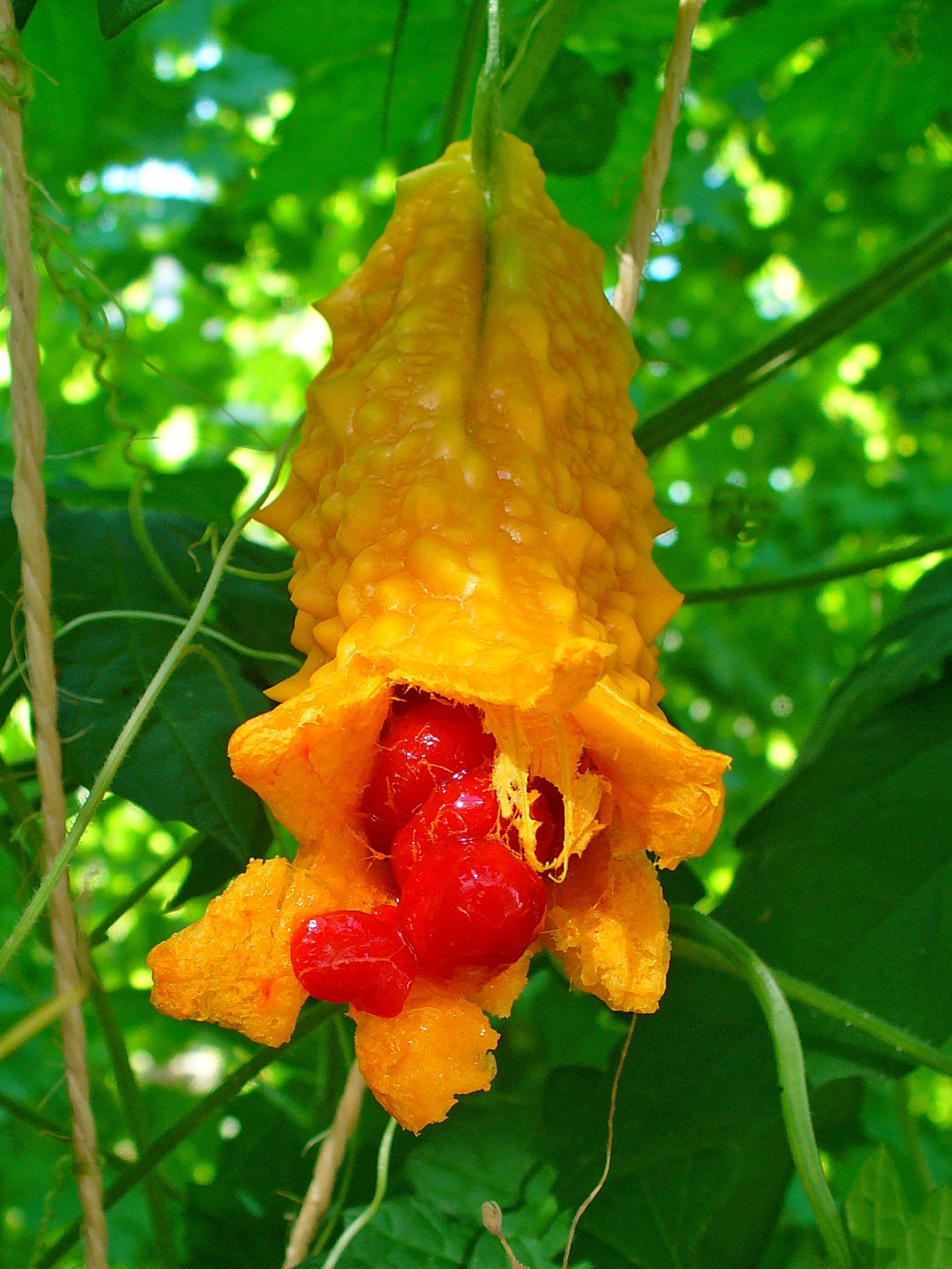
Termés

A növény lágyszárú, csonthéjas kúszó növény, mely 5 méter hosszú szárat növeszt. Levelei 4–12 cm átmérőjűek. Minden növénynek külön-külön sárga hím és nő ivarú virágja van. Az északi féltekén a virágzás júniustól júliusig tart, a termések szeptembertől novemberig növekednek. A termések formája változó, de egy jellegzetessége minden fajtánál fellelhető, hogy a termés felületén háromszög szerű kitüremkedések láthatók. A termés színe kezdetben világoszöld, majd elkezd sárgulni, héja szétnyílik és a magok kiperegnek. A magokat piros édes burok veszi körbe.

### Fajták
A balzsamkörte különböző formákban és méretekben kapható. A kínai fajta 20–30 cm hosszú, egyenletesen kúpos végű és halványzöld színű. Az indiai fajta keskenyebb és hegyesebb végű és a termés felszínén háromszög alakú fogak találhatók, színe zöld vagy fehér. E két forma között bármilyen változat előfordul. Van olyan fajta, melynek termése csak 6–10 cm hosszú. Ezen miniatűr termések Bangladesben, Pakisztánban, Nepálban és Indiában különösen népszerűek (közismert neve: Karela).

## Termesztés
A növényt hasonlóan mint az uborkát lehet termeszteni Magyarországon is. Sajnos a fagyokra érzékeny így az első fagyok alkalmával elszárad. Februárban kell elkezdeni a magok elvetését üvegházban. A magok nehezen csíráznak ezért a magok külső burkát meg kell törni. A kiültetést kizárólag a fagyok után lehet elkezdeni (május). A kiültetést követően a palántaként hajtott hajtások elszáradhatnak, de a növény tőből újra hajt. A növény közepesen vízigényes és szereti a meleget. A termés szüretelésének megkönnyítése érdekében érdemes hálóra futtatni a növényt. Igazán jó hozam üvegházban várható, mivel az állandó meleg így biztosított. A növényt magról nem lehet közvetlenül vetni, mert nem fejlődik megfelelő mértékben és a termés novemberig nem fejlődik ki.

## Gyógyászati felhasználások
A Momordica charantia számos állítólagos felhasználást tartalmaz, beleértve a rák megelőzését, a cukorbetegség, a láz, a HIV és az AIDS kezelését és a fertőzések kezelését.
A keserűdinnye Indiából származik és a 14. században került Kínába, majd egyéb országokba. Indiában a növényt régóta használják a hindu orvostudományban és az ajurvédában cukorbetegség, gyomorproblémák, légúti megbetegedések, bőrbetegségek kezelésére.
Brazíliában, Mexikóban, Peruban, Nicaraguában és a világ más részein hagyományosan fogyasztásra és gyógyításra használják, ezzel kezelik a fertőzéseket, a vérhast, a maláriát, a menstruációs problémákat, a lázat, ezen kívül használták férgek és paraziták ellen és még rengeteg más betegségre.
Újabban, a Coloradói Rákkutató Központ egereken végzett tanulmánya szerint a Momordica charantia kivonatának jótékony hatása lehet a hasnyálmirigyrák ellen.